# Thomas Schuster (Volkswirt)
Thomas Schuster (* 1966) ist ein deutscher Hochschullehrer und Professor für Volkswirtschaftslehre an der Dualen Hochschule Baden-Württemberg Mannheim.

## Leben
Thomas Schuster studierte Volkswirtschaftslehre an der Universität Mannheim und an der Portsmouth Polytechnic (Großbritannien). Danach arbeitete er als Assistent im Mannheimer Zentrum für Europäische Sozialforschung und an der Fakultät für Volkswirtschaftslehre der Universität Mannheim. Im Rahmen seiner Doktorarbeit führte er eine europaweite Umfrage über Sozialpolitik durch. Er wendete mikroökonometrische Methoden an und schätzte als erster Wissenschaftler die Nachfrage nach Sozialpolitik in den Ländern der Europäischen Union.
Nach der Promotion war Schuster als Aktienanalyst in der Research-Abteilung der BBBank tätig und sprach Empfehlungen für europäische und US-Aktien aus. 
Anschließend war Schuster Vertretungsprofessor an der Fachhochschule Kaiserslautern. In dieser Zeit lehrte er in den Bereichen Statistik, Volkswirtschaftslehre und Finanzierung. Er hielt Vorlesungen an Fachhochschulen und Berufsakademien in Deutschland, unter anderem an den Fachhochschulen in Berlin (HTW), Pforzheim und Deggendorf. Danach war er von 2009 bis 2014 Professor für Quantitative Methoden und Volkswirtschaftslehre an der Internationalen Hochschule Bad Honnef • Bonn. Außerdem hielt Schuster Gastvorlesungen an den Fachhochschulen Metropolia und Haaga-Helia in Helsinki und war Gastforscher am Institut der deutschen Wirtschaft Köln. 2013 war Schuster für ein Semester Gastprofessor an der Universität Ningbo (China).
2014 erhielt Schuster den Wissenschaftspreis des Instituts der deutschen Wirtschaft Köln für die beste interne Veröffentlichung 2013.
Schuster tritt als VWL- und Finanzexperte regelmäßig in Fernsehsendungen auf und gibt Radiointerviews.

## Forschung
Schuster forscht in erster Linie in den Bereichen Arbeitsmarkt- und Sozialpolitik. Er ist auch Experte für Wirtschaftspolitik, forscht über die Europäische Währungsunion und macht Vorschläge, die Euro-Krise zu überwinden. Er wertet regelmäßig internationale Umfragen zu wirtschafts- und sozialpolitischen Themen aus.

## Sonstige Aktivitäten
Schuster ist seit 1988 Mitglied der katholischen Studentenverbindung K.D.St.V. Churpfalz Mannheim im CV zu Mannheim. 1991 war er stellvertretender Bundesvorsitzender des CV-Studentenbundes. Von 2006 bis 2010 fungierte er als stellvertretender Aufsichtsratsvorsitzender der SIRE AG, Zittau.

## Schriften (Auswahl)
- Europäische Sozialpolitik. In: Renate Ohr (Hrsg.): Europäische Integration. Stuttgart, Berlin, Köln: W. Kohlhammer 1996, S. 173–199 (zusammen mit Roland Vaubel).
- Die Mutterschutzrichtlinie: eine sinnvolle Aggregation der Präferenzen auf europäischer Ebene? In: Thomas König, Elmar Rieger, Hermann Schmitt: Europa der Bürger? (Mannheimer Jahrbuch für Europäische Sozialforschung, hrsg. vom Vorstand des Mannheimer Zentrums für Europäische Sozialforschung, Bd. 3). Frankfurt: Campus 1998, S. 89–110.
- Die Entwicklung von Sozialstandards am Beispiel des Mutterschaftsgeldes und Mutterschaftsurlaubes. Ein europäischer Vergleich. In: Hilmar Schneider (Hrsg.): Europas Zukunft als Sozialstaat. Herausforderungen der Integration (Schriften des Instituts für Wirtschaftsforschung Halle, Bd. 4). Baden-Baden: Nomos Verlagsgesellschaft 2000, S. 125–144.
- The Dynamics of European Integration. A Constitutional Choice Analysis of the Amsterdam Treaty. In: Gerald Schneider, Mark. D. Aspinwall (Hrsg.): The Rules of Integration. Institutionalist Approaches to the Study of Europe. Manchester: Manchester University Press 2001, S. 46–68 (zusammen mit Thomas Bräuninger, Tanja Cornelius und Thomas König).
- Europäische oder dezentrale Sozialpolitik. Der Einfluß internationaler Nachfrage- und Präferenzunterschiede (Sozialpolitische Schriften, Bd. 84). Berlin: Duncker & Humblot 2001.
- Finanzierung I-II (Lehrbrief des Fernstudiengangs der Internationalen Hochschule Bad Honnef ∙ Bonn). Bad Honnef 2011 (zusammen mit Leona Rüdt von Collenberg und Margarita Uskova).
- Investition I-II (Lehrbrief des Fernstudiengangs der Internationalen Hochschule Bad Honnef ∙ Bonn). Bad Honnef 2012 (zusammen mit Leona Rüdt von Collenberg).
- Suggestions to Solve the Euro Crisis (IUBH Working Paper No. 8). Bad Honnef 2012 (zusammen mit Margarita Uskova).
- Eigenkapitalanrichtlinie und Eigenkapitalverordnung der EU – Überblick und kritische Würdigung. In: Zeitschrift für das gesamte Kreditwesen 2013, 66. Jg., Heft 13, S. 683–686.
- Equity Capital Rules in the European Union. A Critical Evaluation (iw policy paper 6/2013). Köln 2013 (zusammen mit Felix Kövener und Jürgen Matthes).
- Mindestlohn. Beschäftigungsrisiken höher als behauptet. (iw policy paper 19/2013). Köln 2013.
- Die Neuordnung der Finanzmärkte. Stand der Finanzmarktregulierung fünf Jahre nach der Lehman-Pleite (IW-Analysen. Forschungsberichte aus dem Institut der deutschen Wirtschaft Köln Nr. 90). Köln 2013 (zusammen mit Markus Demary).
- Statistik für Wirtschaftswissenschaftler. Ein Lehr- und Übungsbuch für das Bachelor-Studium. Heidelberg: Springer Gabler 2014 (zusammen mit Arndt Liesen).